# Communauté d'agglomération

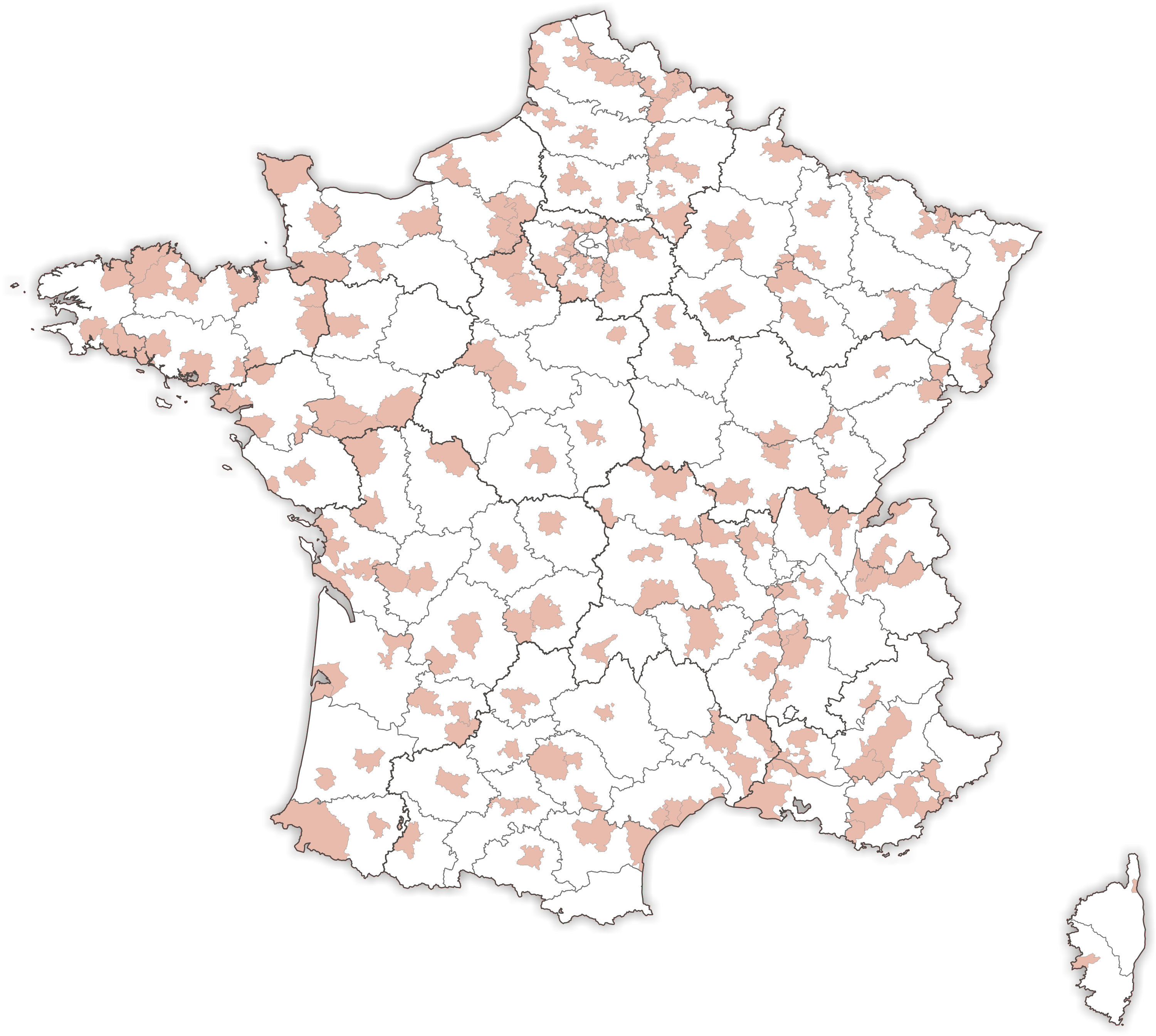
Mapa svazu obcí ve Francii

Communauté d'agglomération (česky společenství aglomerace ) je ve Francii označení pro svaz obcí, který musí mít minimálně 50 000 obyvatel a alespoň jedna z obcí minimálně 15 000 obyvatel nebo být sídlem prefektury. Jedná se o mezistupeň mezi communauté de communes a communauté urbaine. K 1. lednu 2013 existovalo ve Francii 213 communautés d'agglomération zahrnujících 4418 obcí s 25,5 milióny obyvatel.

## Historie
Vznik communauté d'agglomération umožnil zákon z roku 1999 upravující spolupráci mezi obcemi.

## Vznik společenství
Obce spolu s prefektem departementu mohou vytvořit communauté d'agglomération při splnění tří podmínek:
- počet obyvatel společenství musí být minimálně 50 000, a nebo 30 000 stane-li se členem podprefektura (tuto podmínku doplnil zákon č. 2010-1563 z 16. prosince 2010 o reformě územních společenství)
- alespoň jedna z obcí musí mít minimálně 15 000 obyvatel a nebo být chef-lieu (prefekturou) departementu nebo být nejvýznamnější obcí departementu
- území společenství musí být jednolité bez enkláv

Zákon upřesňuje skutečnosti, kdy může mýt jedna z podmínek nesplněna (např. pokud dojde k transformaci z jiného společenství, které existovalo již před vydáním zákona. Např. communauté d'agglomération du Pays de Flers nesplňuje první podmínku, neboť má jen necelých 30 000 obyvatel nebo Rennes Métropole obsahuje enklávu obec Le Verger.

## Orgány
Communauté d'agglomération je řízena radou společenství (conseil communautaire nebo conseil de communauté), kterou tvoří městští radní z členských obcí.
Od komunálních voleb v roce 2014 budou zástupci z obcí nad 3500 obyvatel do rady společenství voleni přímo v rámci obecních voleb. Zástupci menších obcí budou i nadále vybíráni a voleni členy obecních zastupitelstev. Tuto změnu přinesl zákon o reformě územních společenství z roku 2010.

## Kompetence
Pravomoci, které mohou obce přenést na communauté d'agglomération, vymezuje zákon:
- ekonomický rozvoj
- urbanistické plánování
- sociální bydlení
- bezpečnost ve městech
- veřejná doprava

Společenství musejí rovněž vykonávat alespoň tři z následujících šesti kompetencí:
- správa silnic
- čistírny odpadních vod
- pitná voda
- ochrana životního prostředí
- sociální programy v zájmu společenství
- kulturní a sportovní zařízení

Ve spolupráci s departementem mohou vykonávat též administrativu v sociální pomoci.